# Mangifera paludosa
Espèce
Statut de conservation UICN

 EN (Needs updating) A1c+2c : En danger
Mangifera paludosa est une espèce de plante du genre Mangifera de la famille des Anacardiaceae.